# Pomniki w Olsztynie
Zgodnie ze stanem na czerwiec 2007 w Olsztynie znajdowało się 115 pomników i tablic pamiątkowych; w tym pomniki rzeźby i płaskorzeźby – 52, tablice pamiątkowe – 39, kamienie pamiątkowe – 17, pompy i fontanny – 7.

## Krzyże i figury
- Figura "Boża Męka", pochodząca z XVIII wieku z napisem w języku polskim Idź za mną. Przedstawia Chrystusa niosącego krzyż. Pierwotnie ustawiona była na Warszawskim Przedmieściu przy dawnym Targu Końskim (obecny pl. Roosevelta). W 1937 roku władze niemieckie przeniosły figurę poza miasto (obecnie skrzyżowanie alei Warszawskiej i ulicy Jagiellończyka). Figura ta prawdopodobnie powstała po epidemii dżumy z 1710 r.
- Figura Chrystusa z roku 1737. W wyniku epidemii dżumy z lat 1709-1710, miasto Olsztyn w znacznym stopniu się wyludniło (według kwestionariusza sporządzonego wiele lat po epidemii, zmarło dwa tysiące mieszkańców), a miasto było "opustoszałe. Z powodu zarazy zmarli wszyscy mieszkańcy wsi miejskich: Sądyty i Ostrzeszewo (Wieś Miejska). Na pamiątkę tego nieszczęścia, między grobami na cmentarzu istniejącym w XVIII wieku (przy placu Trzech Krzyży i miejsca pamiątkowego głazu – u zbiegu ulic 1 Maja i Linki) na dawny Górnym Przedmieściu ustawiono figurę (pomnik, posąg) Chrystusa trzymającego kulę ziemską. Pomnik w 1949 roku przeniesiono na skwer przy kościele Najświętszego Serca Jezusowego (odnowiona pod koniec XX wieku). Na cokole wyryty jest napis "Domine Qui salvas et nostri Salvador Miserere Ao 1737".
- Krzyż drewniany postawiony w 1866 r., z polskojęzycznym napisem Od powietrza, głodu, ognia i wojny zachowaj nas Panie. Pamiątka wielkiej zarazy cholery ufundowana w 1866 przez byłego burmistrza miasta Jakuba Rarkowskiego[2]. Pierwotnie stał przy Hohensteiner-Straße (ul. Olsztynkowa, obecnie jako al. Warszawska (zaułek "Stara Warszawska"). W 1886 roku drewniany krzyż został zastąpiony krzyżem żelaznym na betonowym postumencie. Krzyż w 1975 został przeniesiony w pobliże Kaplicy Jerozolimskiej (przy ul. Grunwaldzkiej). Krzyż przeniesiono w związku z budową obiektów Olsztyńskiego Przedsiębiorstwa Instalacji Sanitarnych i Elektrycznych.
- Figura św. Jana Nepomucena z 1869 r., autorstwa rzeźbiarz Wilhelma Jansena z Kolonii. Stała ongiś na moście Jana. Figura zaginęła w czasie II wojny światowej. W 1996 roku, staraniem Towarzystwa Miłośników Olsztyna ustawiono replikę, wykonana w brązie. Pierwotne tablice z cienkiej blachy miedzianej zostały uszkodzone. Obecna, nowa tablica z napisem jest granitowa.
- Figura św. Jakuba, patrona Olsztyna, umiejscowiona na Targu Rybnym.

## Pomniki
- Rzeźba Baba pruska w kamieniu na dziedzińcu zamku Kapituły Warmińskiej. Tę archaiczną rzeźbę o nieustalonej jednoznacznie symblice znaleziono we wsi Barciany niedaleko Kętrzyna.
- Rzeźba Kobieta dłuta Iwony Kwiatkowskiej z roku 2016. Stoi przy placu Jana Pawła II przy ratuszu. Jak wynika z tablicy informacyjnej, autorka uczyła się w klasie rzeźby w Państwowym Liceum Plastycznym w Olsztynie i była to jej  praca końcowa.
- Rzeźba Macierzyństwo dłuta Kazimierza Zielińskiego z roku 1978. Zdobi pl. Jana Pawła II przed ratuszem.
- Rzeźba Układ Słoneczny dłuta Jean-Marie Becheta z roku 1972. Znajduje się na ul. Zamkowej przed dawną siedzibą Okręgu Olsztyńskiego Związku Polskich Artystów Plastyków. Powstała podczas II Międzynarodowego Pleneru Warmia-Ziemia Kopernika.
- Rzeźba Wiosna dłuta Balbiny Świtycz-Widackiej z lat '60 XX w. Pomnik stoi w Parku Zamkowym i jest jednym z dwóch dzieł artystki w tym miejscu, obok fontanny Ryba z dzieckiem.
- Pomnik cesarza Wilhelma I. Wybudowany przed szkołą ówczesną podstawową (obecnie I L.O. im. A. Mickiewicza), na terenie zasypanego bagna (mały zbiornik okresowy) i urządzonego tam skweru. Pomnik postawiono w 1901, wykonany z brązu, autorstwa Petera von Woedtke – głuchoniemego rzeźbiarza z Berlina. Przedstawiał cesarza Wilhelma I w wojskowym mundurze, z pikielhaubą na głowie, z lornetką w dłoni. Napis Wilhelm der Grosse, 1871-1888. Po drugiej wojnie światowej pomnik usunięto. W 1965 na cokole umieszczono popiersie Adama Mickiewicza, patrona pobliskiej ulicy i I Liceum Ogólnokształcącego.
- Pomnik Hermana Schultze-Delitzscha, niemieckiego działacza bankowego i gospodarczego (1808-1883). Pomnik stał przy Placu Beliana (niem. Belianplatz) a obecnym placu Jedności Słowiańskiej (przy ul. Pieniężnego, naprzeciw budynku poczty). Pomnik powstał w 1910 w związku z odbywającą się w Olsztynie wystawa przemysłową. Istniał do 1946. Przedstawiał czworościenną iglicę, na dole znajdowały się płaskorzeźby z podobizną Schultze-Delitzscha (lewy półprofil) oraz napisami w języku niemieckim. U podstawy znajdowała się fontanna, w kształcie misy, wsparta na czterech kolumnach. W 1946 pomnik przerobiony został na pomnik upamiętniający bojowników o polskość Warmii i Mazur – usunięto płaskorzeźby z podobizną Schultze-Delitzscha oraz napisami w języku niemieckim, a zastąpiono napisem Bohaterom którzy zginęli na polu walki za Warmię i Mazury, Wdzięczni Rodacy, Rok 1946. W 1966 obelisk usunięto, ponieważ odsłoniętą specjalną tablicę brązową, umieszczoną na ścianie olsztyńskiego zamku. Obramowanie pomnika jeszcze dłuższy czas pozostawiono na skwerze. Marmurowy fragment fontanny znajduje się w podwórzu zamku, złożony pod murami.
- Pomnik Władysława Broniewskiego – popiersie, które znajduje się na terenie Szkoły Podstawowej nr 10 im. W. Broniewskiego mieszczącej się przy alei Niepodległości.
- Popiersie Stefana Jaracza, przy ul. 1 Maja, naprzeciw teatru dramatycznego im. S. Jaracza. Popiersie brązowe na cokole, postawione w miejscu, gdzie wcześniej stał pomnik żołnierza niosącego rozwiany sztandar – pomnik ku czci żołnierzy niemieckich poległych w wojnie francusko-pruskiej z 1895 roku.
- Pomnik Mikołaja Kopernika. W 1871 Andrzej Samulowski postulował wzniesienie w Olsztynie pomnika Mikołajowi Kopernikowi. Następnie pomysł wybudowania pomnika zgłosił w 1903 ks. Bernhard Gigalski w czasie obchodów 550-lecia nadania praw miejskich Olsztynowi. W następnym roku rozpoczęła się zbiórka pieniędzy. W 1913 r. cesarz Wilhelm II wyasygnował na ten cel 10 tys. marek. Pomnik wykonał berliński rzeźbiarz Johannes Götz w 1914. Uroczystość odsłonięcia odbyła się w listopadzie 1916. Popiersie Kopernika, umieszczone na cokole umieszczone było pod architektonicznym baldachimem w stylu neogotyckim. Ostrołukowe arkady były wsparte na masywnych filarach. Zwieńczenie całości stanowił czterospadowy dach z analogicznymi wieżyczkami w czterech rogach. Napis, autorstwa radcy sądowego Friedricha Grahsa brzmiał: Geistesgewaltig wiesest zuerst du dir Bahne der Erde; dieser Stadt und der Burg brachtest du Segen und Schulz. Popiersie ustawiono przed olsztyńskim zamkiem, na rogu obecnej ul. Zamkowej i Okopowej. Przed wkroczeniem Armii Czerwonej pomnik zdemontowano i ukryto w piwnicy zamku. W maju to samo popiersie umieszczono na cokole z drugiej strony zamku, na skwerze (znajduje się tam obecnie). Zdjęto napis niemiecki i umieszczono napis Obrońcy grodu olsztyńskiego przed najeźdźcą krzyżackim. Wielkiemu Polakowi Mikołajowi Kopernikowi – wdzięczni rodacy. W latach 90. XX wieku tablica z napisem była zdemontowana.
- Ławeczka z Kopernikiem, pomnik znajdujący się przy zbiegu ulic Zamkowej i Okopowej na Starym Mieście, przed zamkiem i przy kościele ewangelickim.
- Pomnik Wojciecha Kętrzyńskiego – Jaroty.
- Pomnik Bogumiła Linki. Pomnik powstał w 1973 wraz z parkiem, założonym po dawnym cmentarzu ewangelickim koło Jakubowa (powstał w 1872), obecnie przy Alei Wojska Polskiego.
- Popiersie Michała Lengowskiego, skwer przy pl. Jedności Słowiańskiej i ul. Seweryna Pieniężnego na miejscu pomnika ku czci bohaterów, którzy walczyli o wolność Warmii i Mazur, zwanego iglicą. Popiersie w metalu na cementowym cokole, na nim napis w reliefie wypukłym w 5 linijkach: Michał / Lengowski / 1873-1967 / poeta ludowy / Warmii i Mazur.
- Popiersie generała lejtnanta Nikołaja Oślikowskiego, na wysokim postumencie, odsłonięte w 1977 r. na placu Konstytucji 3 Maja i przed halą nowego Dworca Głównego PKP i PKS. Generał Oślikowski był dowódcą 3. Korpusu Kawalerii Gwardii Armii Czerwonej, którego oddziały w nocy z 21 na 22 stycznia 1945, opanowały Olsztyn, w tym dworzec kolejowy. Wkrótce po odsłonięciu popiersie zaczęło niszczeć. Na skutek niekorzystnego działania czynników atmosferycznych głowa zaczęła wyglądać mało estetycznie – przebarwiała się i pokrywała czymś w rodzaju liszaja. Niebawem pomnik usunięto. Według jednych opinii winę ponosił wykonawca, według innych wadliwy był materiał. Złośliwi dodawali, że to fatum ciążące nad tym miejscem i kara za gwałt na mieście i jego mieszkańcach, jakiego w 1945 dopuścili się żołnierze z oddziałów generała.
- Pomnik Adama Mickiewicza, autorstwa Balbiny Świtycz-Widackiej skwer u zbiegu ulicy Dąbrowszczaków i Mickiewicza, przed budynkiem I LO im. A. Mickiewicza. Ustawiony w 1965.
- Niemiecki pomnik plebiscytowy w parku na Jakubowie (obecnie w tym miejscu stoi pomnik Bohaterom Walki o Wyzwolenie Narodowe i Społeczne Warmii i Mazur). Powstał wiosną 1928 r., wykonany przez firmę niemiecką "Wais i Freitag" z Królewca. Monument w atmosferze wielkiego festynu poświęcono 8 lipca 1928. Tuż po II wojnie światowej pomnik został zburzony, a w jego miejscu urządzono skwer. W 1972 zbudowano tu okazały pomnik Bohaterom Walki o Wyzwolenie Narodowe i Społeczne Warmii i Mazur).
- Pomnik bojowników o polskość Warmii i Mazur. Początkowo na skwerze na placu Jedności Słowiańskiej. W 1946 pomnik przerobiony został na pomnik upamiętniający bojowników o polskość Warmii i Mazur – usunięto płaskorzeźby z podobizną Schultze-Delitzscha oraz napisami w języku niemieckim, a zastąpiono napisem Bohaterom którzy zginęli na polu walki za Warmię i Mazury, Wdzięczni Rodacy. 1946. Nazywany był "iglicą" (ze względu na kształt) lub "bojowników". W 1966 obelisk usunięto, ponieważ odsłoniętą specjalną tablicę brązową, umieszczoną na ścianie olsztyńskiego zamku. Obramowanie pomnika jeszcze dłuższy czas pozostawiono na skwerze.
- Pomnik pamięci żołnierzom radzieckim, marmurowy, wybudowany w 1949, ku pamięci pogrzebanych na cmentarzu w zbiorowej mogile ponad 4 tys. żołnierzy, ekshumowanych w różnych latach w różnych miejscach Warmii i Mazur.
- Pomnik poświęcony ofiarom II wojny światowej (dawniej pomnik Ofiarom terroru hitlerowskiego). Za budynkami polikliniki (między ul. Baczewskiego i al. Sybiraków) w latach 1948–1953 przenoszono szczątki ludzkie, ekshumowane z różnych olsztyńskich cmentarzy oraz miejsc, gdzie istniały pojedyncze i zbiorowe groby z ostatniej wojny, w tym z Kortowa. Wbrew napisowi zdecydowana większość stanowiły ofiary Armii Czerwonej, głównie ludność cywilna. Napis na pomniku głosi 4670 ofiar terroru faszystowskiego, pomordowanych, rozstrzelanych w lagrach, obozach, w szpitalach w Olsztynie, w Starych Jabłonkach, Iławie, Królikowie. Jednakże w zbiorowym grobie znaleźli się także pacjenci i personel szpitali olsztyńskich, wymordowani przez żołnierzy Armii Czerwonej. Znaleźli się tu także mieszkańcy Olsztyna, którzy w różny sposób stracili życie w 1945. W 1995 z inicjatywy Społecznego Komitetu Ratowania Dawnych Cmentarzy na Warmii i Mazurach, przy udziale duchowieństwa trzech wyznań i w obecności sporej grupy Niemców wywodzących się z Olsztyna i regionu, poświęcono drewniany krzyż (stoi obok pomnika), upamiętniający wszystkie ofiary roku 1945.
- Pomnik "Bohaterom Walki o Wyzwolenie Narodowe i Społeczne Warmii i Mazur", w parku na Jakubowie. Wybudowany w 1972 w 50. rocznicę powstania Związku Polaków w Niemczech, dłuta Bolesława Marschalla. Pomnik jest usytuowany w miejscu, gdzie od 1928 stał niemiecki pomnik zwycięstwa plebiscytowego[3].
- Głaz 40-lecia powrotu Warmii i Mazur do Macierzy (przy placu Inwalidów Wojennych – czyli rondzie na skrzyżowaniu Al. Marsz. J. Piłsudskiego i ul. Dworcowej).
- Pomnik strażaków – pomnik zawierający drabinę i strażaka stojącego na drabinie. Pomnik znajduje się przy zbiegu alei Niepodległości oraz ulicy Śliwy przy budynkach Wojewódzkiej Jednostce Ratowniczo-Gaśniczej nr 1 Państwowej Straży Pożarnej mającej główne budynki przy alei Niepodległości.
- Pomnik Bohaterom Powstania Warszawskiego (plac Powstańców Warszawy).
- Kolumna Orła Białego na pl. Konsulatu Polskiego. Odsłonięta 3 maja 2002 z inicjatywy Andrzeja Sassyna, prezesa Towarzystwa Miłośników Olsztyna. Autorem kolumny jest Andrzej Matyka, natomiast orła Urszula i Ryszard Szmytowie[4].
- Pomnik Wolności Ojczyzny (plac Solidarności, róg Al. Piłsudskiego i ul. Kościńskiego), 2003, inicjator – Stowarzyszenie Pro Patria.
- Pomnik poświęcony wszystkim pochowanym w Kortowie. Powstał w październiku 1997 z inicjatywy kortowskiej "Solidarności", usytuowany na skraju dawnego cmentarza, w pobliżu budynku Instytutu Rybactwa Śródlądowego. Poświęcony jest wszystkim pogrzebanym na kortowskim cmentarzu, zarówno pacjentom niegdysiejszego szpitala psychiatrycznego, jak i ofiarom zbrodni (Armia Czerwona wymordowała ok. 400 pacjentom i personelu szpitala wojskowego). Na pomnik składa się duży głaz z fragmentem metalowego krzyża, u dołu fragment wiersza Adama Asnyka Ale nie depczcie przeszłości ołtarzy. Obok głazu rozrzucone fragmenty nagrobków.
- Pomnik lotników francuskich, ze słynnego pułku Normandie-Niemen, ufundowany w 2003. Cmentarz wojskowy przy ul. Szarych Szeregów.
- Pomnik Wyzwolenia Ziemi Warmińsko-Mazurskiej (tzw. Szubienice), autorstwa Xawerego Dunikowskiego, odsłonięty w 1954 roku jako Pomnik Wdzięczności Armii Radzieckiej przy ówczesnym placu Armii Czerwonej. W 2007 rozpoczęła się debata społeczna nad przeniesieniem pomnika w inne miejsce, a na jego miejscu postawienie innego, np. pomnika marszałka Józefa Piłsudskiego.
- Pomnik żołnierza – pomnik ku czci żołnierzy niemieckich poległych w wojnie francusko-pruskiej, ku pamięci tych, którzy zginęli pod Sedanem. Pomnik odsłonięto latem 1895, (obecnie w tym miejscu stoi pomnik Stefana Jaracza). Pomnik odlany z brązu w Friedrichshafen w Badenii-Wirtembergii, przedstawiał żołnierza niosącego rozwiany sztandar. Na tablicach znajdujących się na cokole umieszczono nazwiska tych, co zginęli w wojnie. Pomnik usunięty po II wojnie światowej.

## Kamienie pamiątkowe
- Kamień pamiątkowy poświęcony Bohaterom Powstania Warszawskiego
- Kamień pamiątkowy poświęcony Michałowi Oczapowskiemu, położony w Kortowie
- Kamień pamiątkowy poświęcony prof. Jerzemu Bobrzeckiemu, położony w Kortowie
- Kamień pamiątkowy poświęcony prof. Kazimierzowi Sikorskiemu, położony w Kortowie przy stadionie akademickim
- Kamień pamiątkowy poświęcony prof. Dominikowi Wanicowi, położony w Kortowie, w parku pomiędzy stołówką akademicką a halą sportową
- Kamień pamiątkowy poświęcony pamięci Seweryna Pieniężnego
- Kamień pamiątkowy położony na Placu Trzech Krzyży
- Kamień pamiątkowy poświęcony NSZZ "Solidarności", położony na Placu Solidarności
- Kamień pamiątkowy poświęcony ofiarom Katynia, położony na Placu Ofiar Katynia
- Kamień upamiętniający 40 rocznicę powrotu Warmii i Mazur do macierzy, odsłonięty w 1985 r.
- Kamienie upamiętniające Mszę św. odprawioną przez Jana Pawła II, odsłonięty w 2006 r.
- Kamień na cześć cesarza Napoleona, który odwiedził Olsztyn przed bitwą pod Olsztynem, ustawiony z inicjatywy historyka prof. Janusza Jasińskiego z Polskiego Towarzystwa Historycznego. Kamień stoi nieopodal mostu św. Jana, w pobliżu figury Jana Nepomucena. Odsłonięty 12 czerwca 2007 r.

## Tablice pamiątkowe
- Tablica upamiętniająca rocznicę 650-lecia miasta Olsztyn – zachodnia strona Wysokiej Bramy
- Tablica upamiętniająca 200 rocznicę Mazurka Dąbrowskiego – Stare Miasto
- Tablica pamiątkowa bojowników o polskość Warmii i Mazur, odsłonięta w 1966 r., wykonana z brązu, umieszczona na ścianie olsztyńskiego zamku
- Tablica pamiątkowa poświęcona Eugeniuszowi Buchholzowi – Stare Miasto
- Tablica pamiątkowa poświęcona Cieszyniakom  – Kortowo
- Tablica pamiątkowa poświęcona Izie Garglinowicz (ur. 1903 – zm. 1986)
- Tablica pamiątkowa poświęcona Wojciechowi Kętrzyńskiemu – Wysoka Brama (nowa tablica, w miejscu starej, prostokątnej)
- Tablica pamiątkowa poświęcona prof. Tadeuszowi Kotarbińskiemu
- Tablica pamiątkowa poświęcona Janowi z Łajs
- Tablica pamiątkowa poświęcona Erichowi Mendelsohnowi – odsłonięta 13 września 1997 na budynku przy Staromiejskiej 10, w którym 110 lat wcześniej na świat przyszedł słynny architekt[5]
- Tablica pamiątkowa poświęcona Józefowi Piłsudskiemu – odsłonięta 17 marca 2009 na ścianie budynku Rejencji[6]
- Tablica pamiątkowa poświęcona prof. Wiktorowi Wawrzyczkowi – Kortowo
- Tablica pamiątkowa poświęcona Balbinie Świtycz-Widackiej – ściana budynku tzw. Casablanki k. zamku Kapituły Warmińskiej
- Tablica pamiątkowa poświęcona Balbinie Świtycz-Widackiej – Kortowo
- Tablica pamiątkowa poświęcona inż. Aleksandrowi Zubilewiczowi